# Necolio sidereus
Necolio sidereus är en stekelart som beskrevs av Setsuya Momoi 1970. Necolio sidereus ingår i släktet Necolio och familjen brokparasitsteklar. Inga underarter finns listade i Catalogue of Life.